# Hits (álbum de Phil Collins)
Hits publicado en 1998 y nuevamente en 2008, tras el éxito de "In the Air Tonight", es la primera y única colección de grandes éxitos grabada en los estudios de Phil Collins. El álbum incluye catorce hits que entraron en el Top 40, siete #1 en Estados Unidos, que abarcan desde su primer álbum "Face Value" (1981) hasta "Dance into the Light" (1996) en formato de audio remasterizado y digitalizado. Una nueva grabación hecha por Collins que está incluida en esta colección, es una versión del tema "True Colors" de Cyndi Lauper, la cual tuvo popularidad en las estaciones del adult contemporary. ...Hits también fue el primer álbum de Phil en incluir cuatro canciones grabadas con imágenes de movimiento (todas ellas fueron #1 en EE. UU.), así como el popular "Easy Lover" donde hizo un dúo con Philip Bailey (fue #1 en las listas del Reino Unido).
El álbum logró el puesto número 1 en el Reino Unido y el número 18 en Estados Unidos. El 4 de agosto de 2008 se convirtió en el número 1 de la RIANZ (lista de álbumes de Nueva Zelanda).
Hay otras compilaciones que contienen las canciones más exitosas de Phil Collins. Una más reciente fue la que incluía todas las canciones más románticas de Collins, una compilación de dos discos titulada "Love Songs: A Compilation... Old and New". La otra fue en vivo "Serious Hits... Live!", publicada en 1990. La de 1999 fue "Turn It On Again: The Hits" y la de 2005, "Platinum Collection", contenía los más grandes éxitos de la banda de Collins, Genesis. Por último, Collins hizo una grabación de muchas de sus canciones más populares como las en estilo big band para el álbum "A Hot Night in Paris" con su banda The Phil Collins Big Band.

## Lista de canciones
| N.º | Título                                                                                         | Escritor(es)                                    | Duración |  |
| 1.  | «Another Day in Paradise»                                                                      | Phil Collins                                    | 5:22     |  |
| 2.  | «True Colors» (Nunca antes publicada en un álbum de Phil Collins)                              | Billy Steinberg, Tom Kelly                      | 4:34     |  |
| 3.  | «Easy Lover» (Nunca antes publicada en un álbum de Phil Collins)                               | Phil Collins, Philip Bailey, Nathan East        | 5:02     |  |
| 4.  | «You Can't Hurry Love»                                                                         | Holland-Dozier-Holland                          | 2:52     |  |
| 5.  | «Two Hearts» (Nunca antes publicada en un álbum de Phil Collins)                               | Phil Collins, Lamont Dozier                     | 3:24     |  |
| 6.  | «I Wish It Would Rain Down»                                                                    | Phil Collins                                    | 5:28     |  |
| 7.  | «Against All Odds (Take a Look at Me Now)» (Nunca antes publicada en un álbum de Phil Collins) | Phil Collins                                    | 3:25     |  |
| 8.  | «Something Happened on the Way to Heaven»                                                      | Phil Collins, Daryl Stuermer                    | 4:51     |  |
| 9.  | «Separate Lives» (Nunca antes publicada en un álbum de Phil Collins)                           | Stephen Bishop                                  | 4:06     |  |
| 10. | «Both Sides of the Story»                                                                      | Phil Collins                                    | 6:37     |  |
| 11. | «One More Night»                                                                               | Phil Collins                                    | 4:46     |  |
| 12. | «Sussudio»                                                                                     | Phil Collins                                    | 4:21     |  |
| 13. | «Dance into the Light»                                                                         | Phil Collins                                    | 4:22     |  |
| 14. | «A Groovy Kind of Love» (Nunca antes publicada en un álbum de Phil Collins)                    | Toni Wine, Carole Bayer Sager (The Mindbenders) | 3:29     |  |
| 15. | «In the Air Tonight»                                                                           | Phil Collins                                    | 5:30     |  |
| 16. | «Take Me Home»                                                                                 | Phil Collins                                    | 5:52     |  |